# Cantón de Noirmoutier-en-l'Île
El cantón de Noirmoutier-en-l'Île era una división administrativa francesa, que estaba situada en el departamento de Vandea y la región de Países del Loira.

## Composición
El cantón estaba formado por cuatro comunas:
- Barbâtre
- La Guérinière
- L'Épine
- Noirmoutier-en-l'Île

## Supresión del cantón
En aplicación del decreto nº 2014-169 de 17 de febrero de 2014, el cantón de Noirmoutier-en-l'Île fue suprimido el 1 de abril de 2015 y sus comunas pasaron a formar parte del nuevo cantón de Saint-Jean-de-Monts.